# 穆捷达安
穆捷达安（法語：Moutier-d'Ahun，法語發音：[mutje da.œ̃]，意为“阿安的穆捷”）是法国克勒兹省的一个市镇，属于盖雷区。

## 地理
穆捷达安（46°5'30"N, 2°3'18"E）面积9.91 平方千米，位于法国新阿基坦大区克勒兹省，该省份为法国中部省份，位于法國中央高原西北部，北起安德尔省和谢尔省，西接维埃纳省，南至科雷兹省，东临多姆山省，东北与阿列省接壤。
与穆捷达安接壤的市镇（或旧市镇、城区）包括：阿安、拉瓦韦莱米讷、圣马夏尔勒蒙、圣帕尔杜莱卡尔。

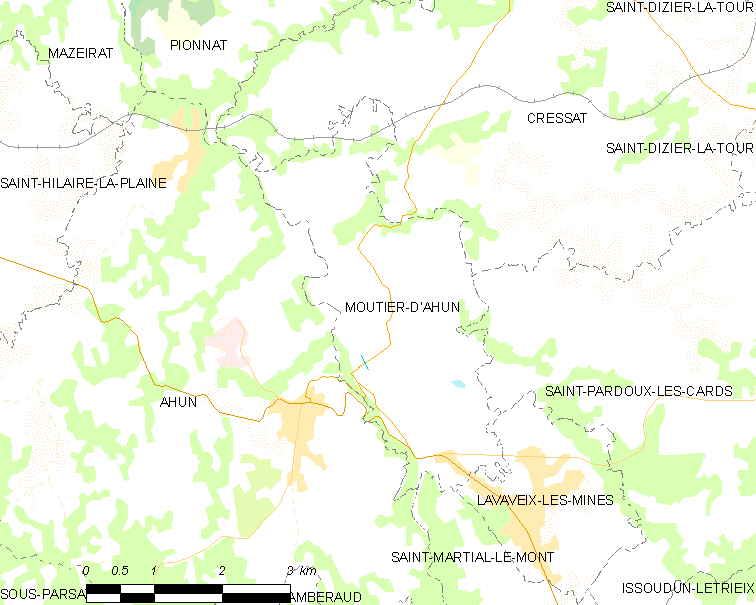
穆捷达安的OSM定位图

穆捷达安的时区为UTC+01:00、UTC+02:00（夏令时）。

## 行政
穆捷达安的邮政编码为23150，INSEE市镇编码为23138。

## 政治
穆捷达安所属的省级选区为阿安县。

## 人口

1962-2008年间穆捷达安人口变化图示

穆捷达安于2022年1月1日时的人口数量为161人。